# Saleema Rehman
Saleema Rehman (1991 o 1992) es una médica refugiada afgana que vive en Pakistán. Es la primera mujer médica turcomana afgana.

## Trayectoria
Rehman es de etnia turcomana afgana y nació en 1991 o 1992 en un campo de refugiados en Swabi, Jaiber Pastunjuá en Pakistán, después de que sus padres huyeran de Afganistán en 1979 durante la Guerra de Afganistán. Su bisabuelo también había sido un refugiado, huyendo de Turkmenistán al norte de Afganistán en 1917 durante la Revolución rusa.
Su nacimiento fue complicado y la asistencia médica limitada, por lo que no se esperaba que la niña sobreviviera. Su padre, Abdul, un jornalero, decidió que si sobrevivía la ayudaría a obtener una educación y convertirse en médica.
Formaba parte de un pequeño grupo de niñas refugiadas en la escuela primaria en Attock, cerca de Islamabad, y, como refugiada, le resultó difícil pasar a la educación superior, pero finalmente en 2009 ganó la única plaza reservada para un refugiado en la Universidad Médica de Rawalpindi, para su formación en medicina. Durante todo este tiempo tuvo que ir en contra de las normas de su cultura, que no esperaba que las mujeres recibieran educación o tuvieran ambiciones más allá del tejido de alfombras y el matrimonio.
El primer destino de Rehman fue el Hospital de la Sagrada Familia, en Rawalpindi, donde sus pacientes incluían tanto refugiados como residentes locales. Decidió especializarse en ginecología y nuevamente consiguió la única plaza de formación disponible para un refugiado, en Holy Family. Durante su formación, el hospital se convirtió en un centro de respuesta al COVID-19 y trabajó con mujeres que estaban dando a luz mientras padecían Covid.
Después de obtener su título, tuvo más dificultades para obtener una licencia para ejercer debido a su condición de refugiada, pero finalmente pudo abrir una clínica privada en Attock en junio de 2021. La clínica ofrece atención gratuita a mujeres refugiadas.Rehman se convirtió en la primera médica mujer de la comunidad turcomana afgana.
En enero de 2022, fue una de las oradoras en un evento web de las Naciones Unidas para el lanzamiento de llamamientos humanitarios para Afganistán y su región, junto con Martin Griffiths, Secretario General Adjunto de Asuntos Humanitarios y Coordinador del Socorro de Emergencia, y Filippo Grandi, Alto Comisionado de las Naciones Unidas para los Refugiados.

## Reconocimientos
Fue la ganadora regional asiática del Premio Nansen para los Refugiados del ACNUR en 2021. El premio fue entregado en septiembre de 2021 en la Embajada de Suiza en Islamabad, por el embajador suizo Bénédict de Cerjat y la encargada de negocios de Noruega, Elin Kylvåg.